# Selaraja
Selaraja is een bestuurslaag in het regentschap Lebak van de provincie Banten, Indonesië. Selaraja telt 4765 inwoners (volkstelling 2010).